# Idegen tollak
Az Idegen tollak a  magyar Hobo Blues Band blueszenekar tizennyolcadik nagylemeze, amely két CD-ből áll. A verseket és dalszövegeket Földes László fordította, a kivételek fel vannak tüntetve.

## Számok

### A Mesterek tisztelete – CD-1
1. Indulnod kell („You Got To Move” vagyis „You Gotta Move”) (Fred McDowell/Reverend Gary Davis) – 4:54
2. Star star (Mick Jagger/Keith Richards) – 4:14
3. Apró képek balladája (Nagy Szabolcs/François Villon) – 3:48
4. Vándor az úton („Riders On The Storm”) (Jim Morrison, The Doors) – 11:19
5. Miss Maggie MGill (Jim Morrison/Robby Krieger) – 3:33
6. Nekem is fáj („It Hurts Me Too”) (zene Elmore James, saját szöveg Földes László) – 4:18
7. Leples bitang (Póka Egon, Allen Ginsberg, fordította Orbán Ottó) – 4:47
8. Nagyon fáj (Póka Egon, Földes László, József Attila) – 5:48
9. Adj menedéket („Gimmie Shelter”) (Mick Jagger/Keith Richards) – 4:27
10. Halál apa blues (Póka Egon, Földes László, Allen Ginsberg, fordította Eörsi István) – 8:40
11. Kávéház Varsóban (Fuchs László, Allen Ginsberg, fordította Eörsi István) – 6:25

### Énekes a mikrofonnál – CD-2
1. Énekes a mikrofonnál (Vlagyimir Viszockij) – 5:48
2. Meghívás bluesra („Invitation Of The Blues”) (Tom Waits) – 6:37
3. Nem szeretem (Vlagyimir Viszockij) – 5:03
4. Adjatok a kutyáknak húst (Vlagyimir Viszockij) – 4:30
5. Idő („Time”) (Tom Waits) – 6:50
6. Rómeó vérzik („Romeo Is Bleeding”) (Tom Waits) – 5:17
7. Dal a bolondokházáról (Vlagyimir Viszockij) – 3:30
8. Zúzmara (Vlagyimir Viszockij) – 3:03
9. Tarts ki („Hold On”) (Tom Waits) – 6:08
10. Matilda („Tom Traubert’s Blues”) (Tom Waits) – 6:00
11. Farkashajsza (Vlagyimir Viszockij) – 3:40
12. Az én cigánydalom (Vlagyimir Viszockij) – 6:56

## Közreműködők
- Gyenge Lajos – dob
- Földes László – ének
- Hárs Viktor – basszusgitár, nagybőgő, vokál
- Fehér Géza – gitár